# Toma de San Juan Bautista
La toma de San Juan Bautista se desarrolló precisamente en la ciudad de San Juan Bautista, capital del estado de Tabasco, y fue la victoria obtenida por el ejército liberal tabasqueño sobre el ejército intervencionísta francés y que culminó con la expulsión de los invasores franceses de la capital del estado, y comprende las luchas que inician con el sitio de San Juan Bautista por parte de las fuerzas liberales tabasqueñas el 2 de diciembre de 1863 y culminan el 27 de febrero de 1864 con el asalto final a la "Casa Fuerte" o "El Principal", edificio en donde se habían atrincherado los invasores franceses. Las fuerzas republicanas eran solo de la milicia tabasqueña de los alrededores que oscilaban entre los 300 y 1,100 hombres, sólo la mitad de ellos estaban equipados con armas de fuego el resto lucharon con machetes. 

## Antecedentes
Las tropas invasoras francesas al mando de Eduardo González Arévalo, comienzan la ocupación del territorio tabasqueño el 18 de febrero de 1863, cuando se apoderan del Puerto de Frontera. Posteriormente, el 15 de marzo toman Jonuta y el 18 de junio de 1863 llegan en el barco "El Conservador" y las fragatas francesas "La Corine", "La Tourmente" y "La Pique", transportando 150 soldados, desembarcando en la capital del estado San Juan Bautista, la que después de intensos combates logran ocupar, provocando que los liberales tabasqueños tengan que refugiarse en la Chontalpa, mientras que el gobernador Victorio Victorino Dueñas y las demás autoridades tabasqueñas, tuvieron que trasladarse a Tacotalpa, la cual nombran capital provisional de Tabasco.
Mientras tanto, ya instalados en San Juan Bautista, Eduardo González Arévalo se autonombra Gobernador de Tabasco y los franceses comienzan a internarse en territorio tabasqueño, tomando las villas de Jalpa, Cunduacán y Comalcalco, en donde Arévalo nombra regentes.
Ante esto, el 6 de octubre de 1863, en San Antonio de los Naranjos, Andrés Sánchez Magallanes se levanta en armas contra los imperialistas, desconociendo a Arévalo y demás autoridades impuestas por él, considerando entre otras cosas porque: "Es muy necesario y muy preciso defender el territorio nacional, libertad e independencia que nos legaron los inmortales Hidalgo y Morelos en la proclamación y protesta que hicieron en el año de 1810."
El 8 de octubre de 1863, Gregorio Méndez se alza en armas en la Chontalpa y marcha a Jalpa y logra entrar a la plaza y hacerse de 40 fusiles que allí se encontraban. Mientras tanto Regino Hernández cayó sobre el cuartel de Comalcalco, logrando la huida de las fuerzas imperialistas del comandante Manuel Romanco, apoderándose de municiones y artillería enemiga, procediendo a levantar el acta insurreccional.
Al enterarse Eduardo González Arévalo, de la insurrección tabasqueña y del asalto a Comalcalco, enviando el 10 de octubre una columna mixta de infantería y caballería. Las fuerzas de Arévalo atacaron a la población por tres puntos simultáneamente, sin embargo, no pudieron tomar la plaza, debido al valor y determinación de las fuerzas tabasqueñas.
En Cárdenas, el 16 de octubre se le unen a Gregorio Méndez las fuerzas de Sánchez Magallanes consistentes en más de 200 hombres de Huimanguillo, Comalcalco y Mezcalapa. Mientras que Lino Merino, Eusebio Castillo los hermanos Bastar Sozaya entre otros, se alzaban en armas en Tacotalpa. 
Así, con más hombres y petrechos militares, el ejército republicano tabasqueño, marcha hacia Cunduacán a donde llegan el 29 de octubre, y el 1 de noviembre en El Jahuactal, población cercana a Cunduacán, se lleva a cabo la batalla de El Jahuactal en donde las fuerzas republicanas tabasqueñas logran un glorioso triunfo sobre el ejército invasor francés.
Esto resultó ser un golpe anímico muy fuerte en contra del ejército francés, que se refugió en San Juan Bautista, mientras que las fuerzas republicanas tabasqueñas, con nuevos bríos, se enfilaron hacia la capital del estado con la firme intención de expulsar a los invasores.

## La batalla
El 2 de diciembre de 1863 las fuerzas republicanas tabasqueñas al mando del coronel Gregorio Méndez, iniciaron el "Sitio de San Juan Bautista", atacando la capital del estado desde varios puntos. El subteniente Juan Morales con 30 hombres se situó en la rivera del Tinto (hoy colonia Casa Blanca), el comandante Narciso Sáenz en San Juan Buenavista (hoy Saloya); el coronel Lino Merino en Pueblo Nuevo de las Raíces y el coronel Pedro Fuentes en Mazaltepec. Desde estos puntos, los republicanos tabasqueños comenzaron a atacar las posiciones francesas en la capital del estado. 

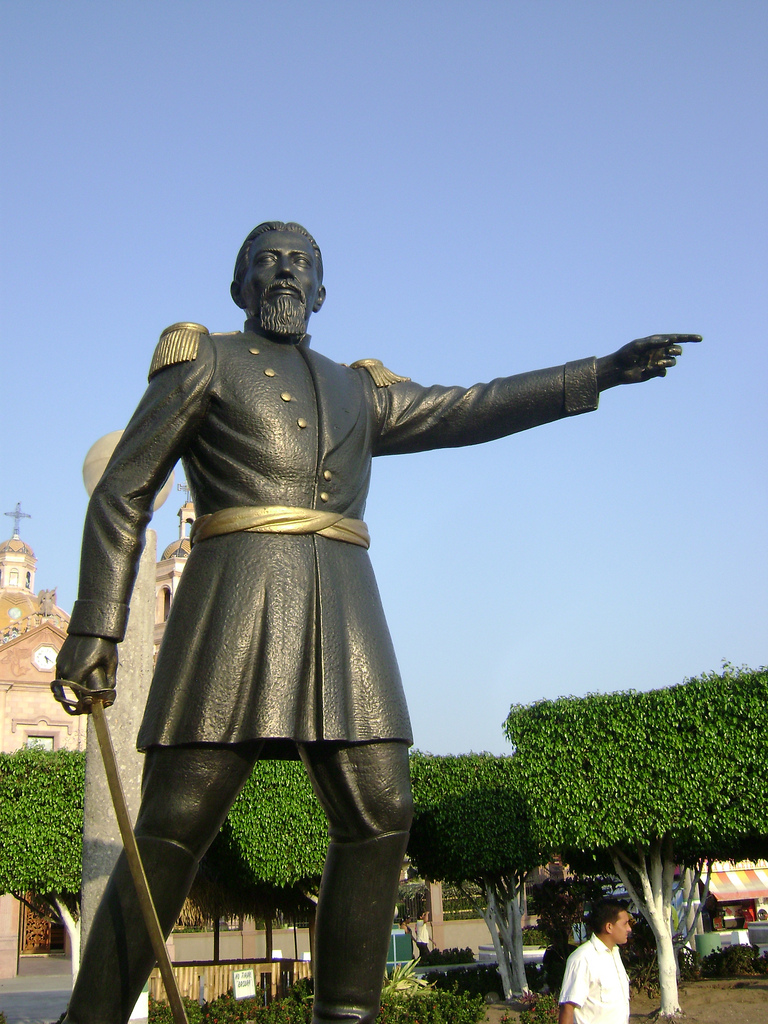
Estatua del Coronel Gregorio Méndez, héroe tabasqueño durante la expulsión de los franceses del estado.

El 1 de enero de 1864 don Pedro Fuentes junto con tres soldados logra introducirse hasta la iglesia de Esquipulas (hoy parque Morelos) y repicar las campanas en son de desafío, y después de un tiroteo, regresan ilesos, para el día 3 repiten la operación logrando llegar hasta la plazuela del Águila haciendo huir a unos enemigos que estaban en la iglesia de Esquipulas. Para el día 7 el comandante Narciso Sáenz sitúa su tropa en Tierra Colorada, Pedro Fuentes en Atasta, mientras que Lino Merino y Juan Morales fusionan sus fuerzas instalando el cuartel general en Mazaltepec.
Mientras tanto, en la capital, era patente la escasez de víveres, por lo que a través del río Grijalva único contacto con el exterior, surcaron las canoas hacia Frontera para traer alimentos para la población. Arévalo ordenó evacuar comercios y casas de la calle Real (hoy Av. 27 de Febrero) para ahí instalar tropas y artillería.
En la noche del día 13 de enero, el coronel Gregorio Méndez ordena que Lino Merino y la sección Zaragoza, se internen por el bosque rumbo al barrio de Concepción; la sección Valle se sitúe a lo largo del arroyo El Jícaro (hoy calle Zaragoza); la sección al mando de Francisco Ramírez se sitúe en el camino real a Atasta mientras que la sección de reserva se coloque en el cementerio de la ciudad.
Del 15 al 17 de enero hubo un intenso cañoneo de ambas partes, pero las fuerzas tabasqueñas apoyadas por la artillería, lograron avanzar hasta el centro de la ciudad. El 18 de enero llegó a San Juan Bautista al general Manuel Díaz de la Vega nombrado Gobernador por la Regencia Imperial, el territorio dominado por los franceses comprendía ya solo a unas manzanas de casas junto al río Grijalva, los cuarteles Casa Fuerte y Almacén Real y el Palacio de Gobierno llamado El Principal, y tenían comunicación con el exterior por medio de sus barcos.
De inmediato, el nuevo gobernador imperial pidió la rendición de los republicanos ofreciéndoles garantías y compensaciones. Al negarse las fuerzas tabasqueñas, se trabó una fuerte batalla, en la que predominó el fuego de artillería. Así se estuvo combatiendo con mayor o menor intensidad todos los días, la lucha fue cuerpo a cuerpo y calle por calle, en donde se realizaron diversas escaramuzas durante un mes. Los invasores se fueron replegando ante el empuje de las fuerzas tabasqueñas, por lo que Eduardo González Arévalo, decide atrincherar a su tropa en el edificio llamado "El Principal"  y en el Almacén Real o "Casa Fuerte".
El 11 de febrero de 1864, las fuerzas tabasqueñas inician el asalto a "El Principal" en donde se encontraban atrincheradas las tropas francesas, hasta el 25 de febrero en que se comenzó a cañonear el edificio. Como la El Principal era el último refugio de los invasores, se decidió atacarla con artillería desde la loma de la Encarnación (hoy calle 5 de mayo).

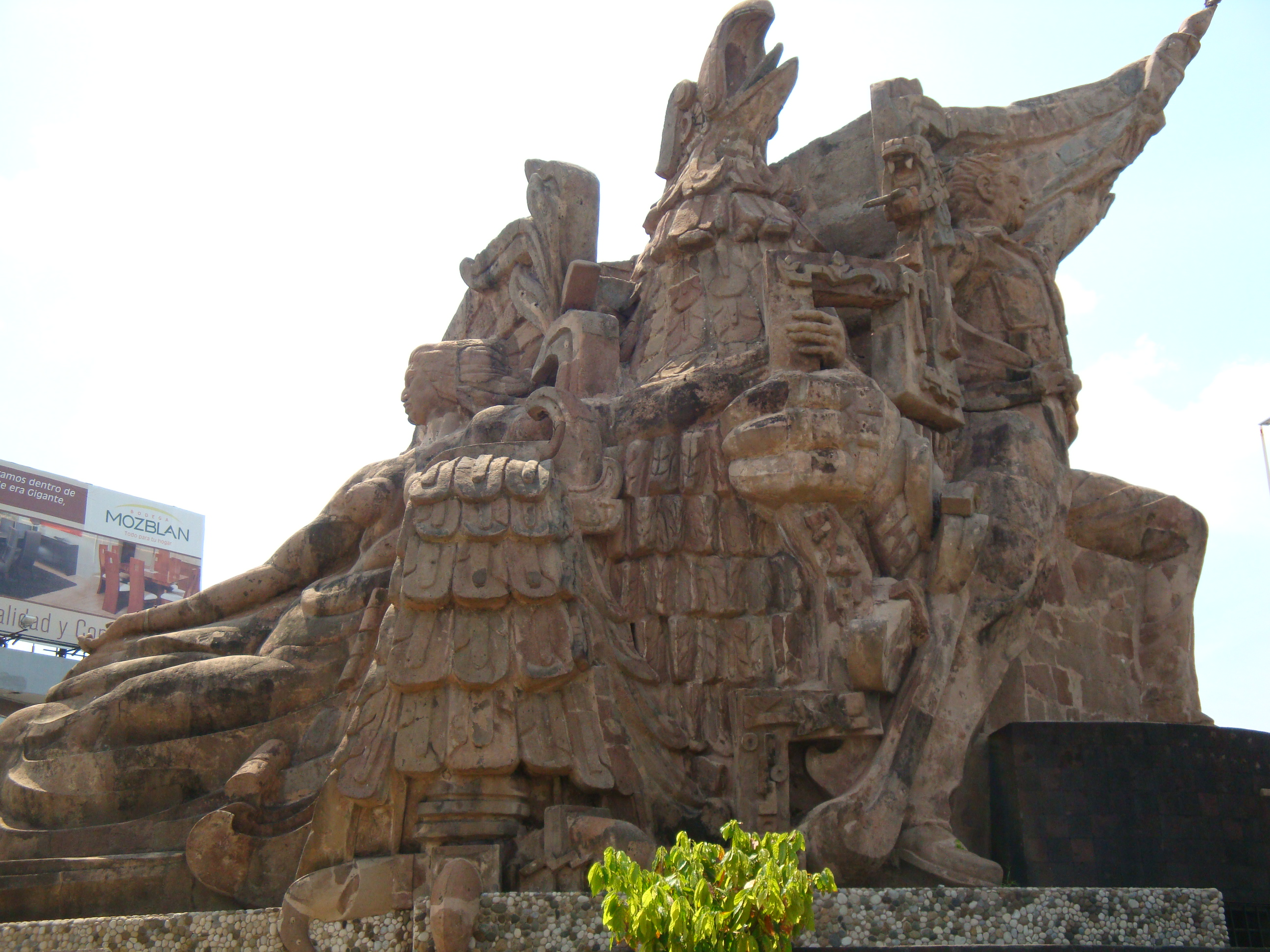
Monumento en honor al Coronel Andrés Sánchez Magallanes, en la ciudad de Villahermosa, Tabasco.

Así, el 27 de febrero de 1864, las fuerzas tabasqueñas dieron el asalto final al Almacén Real o Casa Fuerte provocando que los franceses, copados y desmoralizados, no tuvieran más remedio que abandonar la capital del estado. Así, al igual que los norteamericanos en 1847, los franceses caminaron por la calle hoy Martínes de Escobar, rumbo al río Grijalva, en donde abordaron sus barcos dirigiéndose a Frontera y Jonuta.
De esta forma, las armas nacionales se cubrieron de gloria, debido al gran triunfo obtenido por las fuerzas republicanas tabasqueñas al mando del coronel Gregorio Méndez, quien mandó avisar al Gobernador Felipe J. Serra, quien regresó los poderes a San Juan Bautista.
La capital del estado había quedado nuevamente en ruinas, destrozada y sin servicios, la mayoría de sus habitantes sin casas, heridos, huérfanos, pero con el orgullo por el cielo.

## Consecuencias
El triunfo de las fuerzas republicanas tabasqueñas en la toma de San Juan Bautista, significó el desalojo de los invasores franceses de la capital del estado, quienes tuvieron que refugiarse en el Puerto de Frontera y en Jonuta. Esta victoria daría renovados ánimos a las fuerzas nacionales que luchaban en otros frentes. Días después abandonarían Frontera, en Jonuta serían atacados por las fuerzas de Gregorio Méndez y las batallas se prolongarían por casi dos años, hasta que en 1866 durante el Sitio de Jonuta serían expulsados completamente del territorio tabasqueño.